# Frédéric Guillaume Liebrich
Pour les articles homonymes, voir Liebrich.
Frédéric Guillaume Liebrich ou Friedrich Wilhelm Liebrich, né le 12 janvier 1885 à Durstel en Alsace-Lorraine allemande et mort le 1er novembre 1943 à Strasbourg, est un militant communiste, syndicaliste, journaliste et écrivain alsacien.
Issu d'une famille de pasteurs luthériens, baignant dans la culture allemande, il refuse de participer au mouvement autonomiste alsacien, contrairement à son frère, par fidélité à la ligne du Parti communiste français.

## Biographie

### De la théologie au journalisme
Frédéric Guillaume ou Friedrich Wilhelm Liebrich est né le 12 janvier 1885 à Durstel, en Alsace-Lorraine allemande. Il est le fils d'Auguste Frédéric Liebrich, pasteur à Durstel, lui-même descendant de pasteurs luthériens,.
Comme son frère Gustave Adolphe, Frédéric Guillaume Liebrich poursuit à partir de 1905 des études à la faculté de théologie protestante de l'Université de Strasbourg. Il est trésorier de la corporation étudiante protestante Wilhelmitana,. Contrairement à son frère qui termine ses études de théologie protestante et devient pasteur, Frédéric Guillaume les abandonne en 1909 pour devenir journaliste ou écrivain. Il publie en 1909 un roman, Um die Heimat (À propos de la patrie),— la patrie en question étant l'Alsace-Lorraine —, et écrit à partir de 1911 des nouvelles qu'il fait publier dans la presse régionale. Après avoir effectué son service militaire en 1911-1912, il devient journaliste au journal de Haguenau, la Hagenauer Zeitung.
Pendant la Première Guerre mondiale, il combat dans l'armée allemande. Blessé à deux reprises, il est promu officier et décoré de la Croix de fer. Il termine la guerre dans le service de renseignement du gouvernement général impérial allemand de Belgique. Il est très favorablement impressionné par la révolution allemande de novembre 1918, qui le conduit à s'engager dans le mouvement communiste,.

### Militant communiste

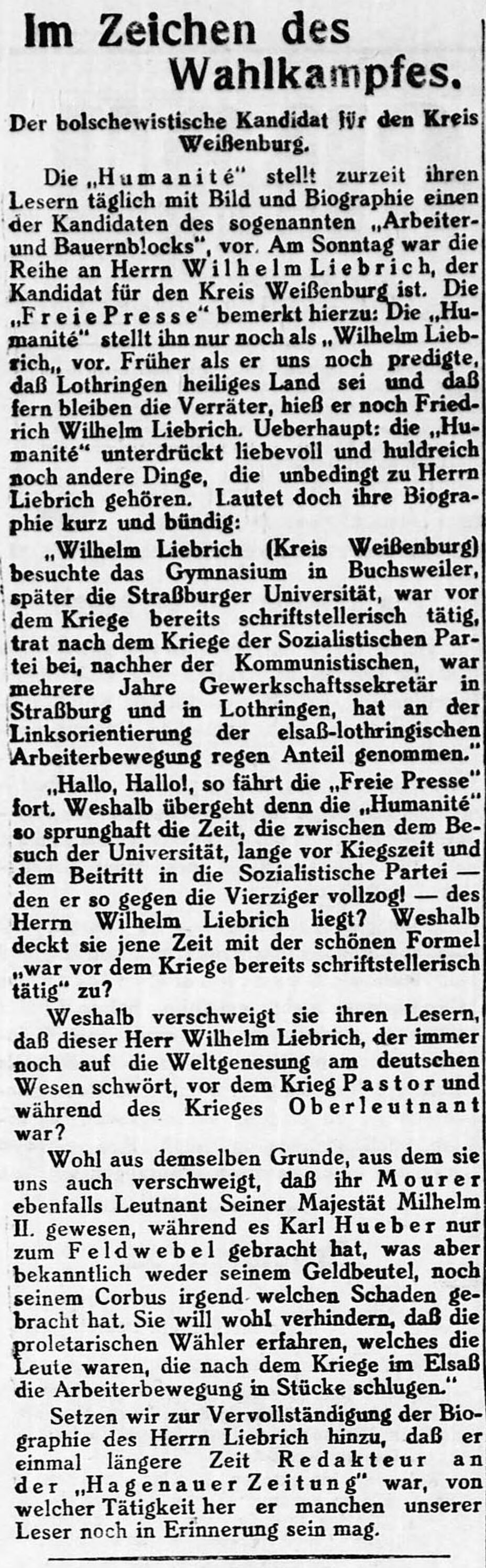
« Sous le signe de la campagne électorale. Le candidat bolchevique pour l'arrondissement de Wissembourg », Journal de Haguenau, 4 avril 1928, p. 2.

Frédéric Guillaume Liebrich adhère en 1919 à la SFIO et devient permanent syndical, d'abord à Strasbourg en 1920 puis en Moselle à partir de 1921. Après la scission du congrès de Tours, il est un des responsables de l'implantation du Parti communiste français et de l'adhésion à la IIIe Internationale en Moselle, où il devient à la fois secrétaire général de l'union départementale CGT puis CGTU et de la fédération départementale du Parti communiste. Il joue un rôle important dans l'adhésion de la plus grande part des syndicats CGT de Moselle à la CGTU en mars 1922. Il est un excellent orateur, sans toujours arriver à se mettre à la portée d'un auditoire moins cultivé que lui.
En mai 1922, il est candidat sans succès aux élections cantonales du canton de Sarralbe et aux élections municipales complémentaires à Metz. Contesté en 1923 à l'intérieur de la CGTU mosellane, il est remplacé en février 1924, séjourne quelques mois en Allemagne puis revient en Moselle. Il est candidat sur la liste de gauche aux élections municipales de 1925 à Montigny-lès-Metz, mais n'est pas élu. Il est ensuite rédacteur au journal L'Humanité de Metz.
Il revient à Strasbourg en avril 1927. Il est candidat pour le PCF aux élections législatives de 1928 dans l’arrondissement de Wissembourg, battu au second tour par le candidat de l'union populaire républicaine Joseph Weydmann. La même année, il est candidat sans dépasser le premier tour aux élections cantonales dans le canton de La Petite-Pierre. En 1929, il figure sur la liste communiste aux élections municipales à Strasbourg.
Il est aussi secrétaire du syndicat des ouvriers métallurgistes CGTU du Bas-Rhin à partir de 1929, secrétaire régional de l’Association républicaine des anciens combattants et membre du bureau régional du PCF en 1934. Soupçonné en 1935 pour sa germanophilie, il est soutenu par Maurice Thorez.

### Refus de l'autonomisme
Frédéric Guillaume Liebrich défend les positions officielles du Parti communiste français sur la question de l’Alsace-Lorraine, à savoir le droit à l’autodétermination des Alsaciens-Lorrains. Il écrit, probablement en 1926, une brochure intitulée Das elsass-lothringische Bauerntum und die Assimilation (La paysannerie alsacienne-lorraine et l’assimilation), dans laquelle il s'oppose à l'assimilation linguistique et défend l'usage de l'allemand, langue dans laquelle il écrit, en tant que journaliste, dans la presse régionale du PCF. Il baigne dans une culture germanique.
Toutefois, il reste fidèle au PCF et refuse le tournant autonomiste alsacien pris par les anciens communistes Jean-Pierre Mourer et Charles Hueber,. Ses positions sont aussi radicalement différentes de celles de son  frère Gustave Adolphe, autonomiste, pangermaniste et proche du nazisme. Les deux frères se brouillent définitivement. En 1929, Frédéric Guillaume se présente aux élections cantonales dans le canton de Strasbourg-Nord contre l'autonomiste Paul Schall. En 1931, il est candidat indépendant aux élections cantonales dans le canton de Sarre-Union. En 1935, il est candidat communiste aux élections municipales de Strasbourg, sans succès.

### En Alsace annexée

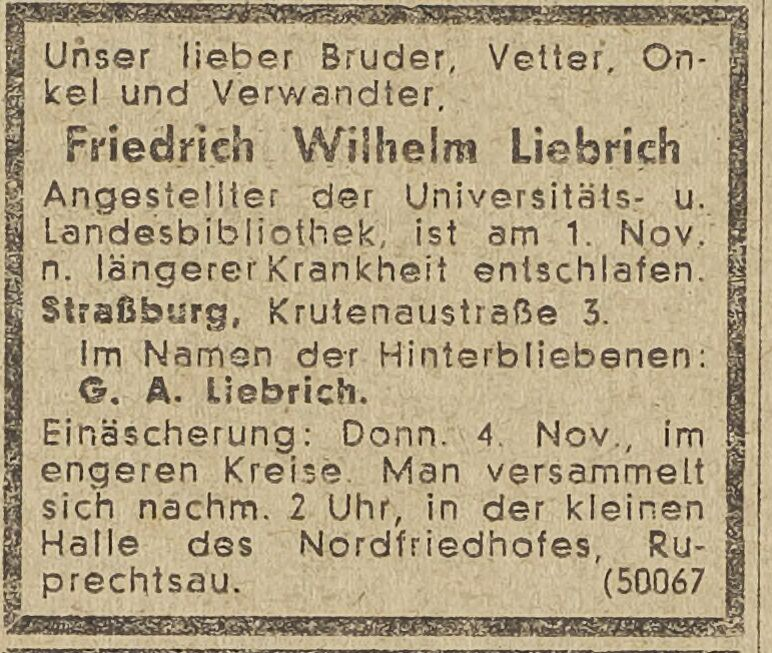
Avis de décès de Frédéric Guillaume Liebrich dans les Strassburger neueste Nachrichten, 3 novembre 1943. Passé par son frère Gustave Adolphe, cet avis annonce juste la crémation.

En septembre 1939, il est évacué en Dordogne (à Excideuil), comme une grande partie de la population strasbourgeoise. Il revient en Alsace après l'annexion de fait et trouve un emploi à la Bibliothèque nationale et universitaire de Strasbourg. Il adhère alors, par obligation, au Deutsche Arbeitsfront nazi,.
Victime d'une grave maladie, il meurt le 1er novembre 1943 à Strasbourg. Son corps est incinéré puis l'urne est enterrée lors d'obsèques civiles,. La crémation est alors très rare et très mal vue par les chrétiens. Il était resté célibataire,, autre écart à la norme sociale.
En janvier 1945, le journal L'Humanité d’Alsace et de Lorraine publie sa photo parmi les fusillés du Parti communiste. Le journal affirme que c'est grâce à sa maladie qu'il a échappé à l'internement par les nazis au camp de sûreté de Vorbruck-Schirmeck.

## Œuvres
- (de) Um die Heimat (roman), Strasbourg, Heitz, 1910[2],[3].
- (de) Das elsass-lothringische Bauerntum und die Assimilation, Strasbourg, Imprimerie Solidarité, 1926 (?), 30 p.[2],[12].
- (de) Caesar Augustus, Geschichtliches Schauspiel in drei Akten, Strasbourg, Bios-Verlag, 1928, 118 p.[2],[12].